# Eunice rubella
Eunice rubella är en ringmaskart som beskrevs av Knox 1951. Eunice rubella ingår i släktet Eunice och familjen Eunicidae.
Artens utbredningsområde är havet kring Nya Zeeland. Inga underarter finns listade i Catalogue of Life.